# Marie Tereza z Harrachu
Marie Tereza hraběnka z Harrachu, rozená z Dietrichstein-Proskau (německy Maria Therese Gräfin von Harrach; 24. července 1771 – 21. ledna 1852 Vídeň) byla česko-rakouská šlechtična, dáma Řádu hvězdového kříže a palácová dáma.

## Život
Narodila se 24. července 1771 jako dcera Františka Tomáše z Ditrichštejna. Měla bratra Františka.
2. července 1794 se provdala za hraběte Arnošta Kryštofa z mladší rodové linie Harrachů. Manželé měli syna Františka Arnošta, který se stal politikem za Čechy.
Hraběnka Tereza měla přezdívku matka chudých. Ve svém životě vykonala množství dobrých skutků. Každý měsíc navštěvovala chudé na všech svých panstvích a byla zakladatelkou a donátorkou několika významných fondů na podporu nemajetných i pracujících.
Ve své poslední vůli kromě jiných dobrodiní vyčlenila kapitál na výstavbu dětského špitálu na harrachovském panství v Nechanicích v Čechách.